# Sylvie Simonetti
Sylvie Simonetti (Reims, 28 aprile 1961) è un'ex cestista francese.

## Carriera
Con la Francia ha disputato i Campionati del mondo del 1979 e i Campionati europei del 1980.